# Cur Moše
Cur Moše (hebrejsky צוּר מֹשֶׁה, doslova „Mošeho skála“, v oficiálním přepisu do angličtiny Zur Moshe, přepisováno též Tzur Moshe) je vesnice typu mošav v Izraeli, v Centrálním distriktu, v Oblastní radě Lev ha-Šaron.

## Geografie
Leží v nadmořské výšce 56 metrů v hustě osídlené a zemědělsky intenzivně využívané pobřežní nížině, respektive Šaronské planině, na jižním okraji města Pardesija.
Obec se nachází 7 kilometrů od břehu Středozemního moře, cca 27 kilometrů severoseverovýchodně od centra Tel Avivu, cca 57 kilometrů jižně od centra Haify a 6 kilometrů jihovýchodně od města Netanja. Cur Moše obývají Židé, přičemž osídlení v tomto regionu je etnicky převážně židovské.
Cur Moše je na dopravní síť napojen pomocí lokální silnice číslo 5613, jež západně od vesnice ústí do severojižní dálnice číslo 4.

## Dějiny
Cur Moše byl založen v roce 1937. K zřízení vesnice došlo 13. září 1937. Šlo o opevněnou osadu typu Hradba a věž. Pojmenována byla podle sionistického politika a organizátora z Řecka Mošeho Kofinase. Slovo „Cur“ v názvu vesnice odkazuje na starověké židovské sídlo Coran.
Zakladateli mošavu byla skupina Židů z Řecka. Původně jim Židovský národní fond přislíbil pozemky poblíž města Bejt Še'an, ale nakonec jim bylo vyhlédnuto místo v nynější lokalitě. Zpočátku byly podmínky k životu v osadě mimořádně těžké, Chyběl zdroj vody. K zřízení studny došlo až roku 1939. V první fázi nepřekračoval počet osadníků 25. Roku 1940 místní populaci posílila skupina Židů z Bulharska.
Před koncem 40. let 20. století měl mošav rozlohu 1280 dunamů (1,28 kilometru čtverečního). Správní území obce dosahuje v současnosti 3245 dunamů (3,245 kilometru čtverečního). Místní ekonomika je orientována na zemědělství (chov drůbeže, pěstování květin a citrusů). V obci funguje oblastní základní škola a regionální knihovna.
Vesnice prošla zejména od počátku 21. století výraznou stavební expanzí. Vyrostly zde zcela nové obytné čtvrti Giv'at Moše (גבעת משה) a Bustan ha-Kfar (בוסתן הכפר), které původní zemědělské sídlo územně propojily se sousedním městem Pardesija a změnily na rezidenční obec.

## Demografie
Podle údajů z roku 2014 tvořili naprostou většinu obyvatel v Cur Moše Židé (včetně statistické kategorie "ostatní", která zahrnuje nearabské obyvatele židovského původu ale bez formální příslušnosti k židovskému náboženství).
Jde o menší sídlo, které se ale mění z vesnického na městský typ osídlení, s dlouhodobě výrazně rostoucí populací. K 31. prosinci 2014 zde žilo 3086 lidí. Během roku 2014 populace klesla o 6,9 %.
| Rok            | 1948 | 1961 | 1972 | 1983 | 1995 |
| -------------- | ---- | ---- | ---- | ---- | ---- |
| Počet obyvatel | 182  | 394  | 406  | 488  | 569  |

| Rok            | 2001 | 2003 | 2004 | 2005 | 2006 | 2007 | 2008 | 2009 | 2010 | 2011 | 2012 | 2013 | 2014 |
| -------------- | ---- | ---- | ---- | ---- | ---- | ---- | ---- | ---- | ---- | ---- | ---- | ---- | ---- |
| Počet obyvatel | 1090 | 1635 | 1904 | 2102 | 2243 | 2415 | 2465 | 2938 | 2991 | 3042 | 3296 | 3314 | 3086 |